# 介休城隍庙
31°07′47″N 111°55′10″E / 31.12972°N 111.91944°E
介休城隍庙位于中国山西省介休市北关街道东大街275号。2013年被列为第七批全国重点文物保护单位。

## 历史
介休城隍庙始建于明洪武三年（1370年），明弘治八年（1495年）大修。曾长期由晋剧团占用。

## 建筑
介休城隍庙现存建筑有山门、戏台、钟鼓楼、正殿、东西跺殿及东西廊庑等。建筑均用彩色琉璃装饰。
乐楼为卷棚硬山顶，向外带有歇山顶抱厦三间，向内有歇山顶抱厦三间，用作舞台。与两侧的钟鼓楼组成错落有致的建筑群。
正殿面阔七间，重檐歇山顶，体量宏伟，而柱子、斗拱纤细秀美，颇具明代风格。

## 保护
2013年3月5日，介休城隍庙由中华人民共和国国务院公布为第七批全国重点文物保护单位，编号7-0858。
- 外景
- 前殿正面及钟鼓楼
- 前殿后面及倒座戏台
- 正殿及献殿
- 正殿后侧
- 正殿内部梁架
- 正殿斗拱
- 正殿斗拱
- 正殿斗拱
- 正殿脊兽
- 正殿东侧山面博风板和悬鱼
- 后殿